# Bibbona
Bibbona es una localidad italiana de la provincia de Livorno, región de Toscana, con 3.227 habitantes.

Ubicación de la ciudad de Bibbona dentro de la provincia de Livorno.

## Evolución demográfica
| Gráfica de evolución demográfica de Bibbona entre 1861 y 2001 |
|                                                               |
| Fuente ISTAT - Elaboración gráfica por parte de Wikipedia     |